# Comuna Omeleaniv, Kozeleț
Omeleaniv (în ucraineană Омелянів) este o comună în raionul Kozeleț, regiunea Cernihiv, Ucraina, formată din satele Kalîteanske, Omeleaniv (reședința) și Prîvitne.

## Demografie
Componența lingvistică a comunei Omeleaniv
     Ucraineană (96,94%)
     Rusă (3,06%)
Conform recensământului din 2001, majoritatea populației comunei Omeleaniv era vorbitoare de ucraineană (96,94%), existând în minoritate și vorbitori de rusă (3,06%).